# Euromore.eu
Euromore.eu er et onlinemedie, som blev skabt for at kunne udbrede omtaler til fordel for Rusland, efter at EU har lukket ned for, at store russiske statsmedier som RT og Sputnik kan sende i Europa.
Den russiske Pravfond har brugt midler til at drive onlinemediet EuroMore.eu i 2023, blandt andet har en dansk-russisk kvinde, der ydede retshjælp til russer i Danmark, også modtaget midler.
Euromore.eu er en del af Ruslands forsøg på at undergrave Europas støtte til Ukraine, og kaste et positiv lys på Rusland i et positivt lys og rejse kritik af Vesten.